# Philipp Zeska
Philipp Zeska (27 de abril de 1896 - 5 de agosto de 1977) fue un actor, director y escritor austriaco.

## Biografía
Su nombre completo era Philipp von Zeska, y nació en Viena, Austria, siendo su padre Carl von Zeska. En sus inicios actuó en el Wiener Stadttheater, y desde 1920 trabajó en el Burgtheater de Viena, donde hizo 320 papeles. En 1931–35 colaboró con Karl Eidlitz en la dirección del Burgtheaterstudios en el Akademietheater, y en 1940–43 fue director invitado del Deutsches Volkstheater. En 1945 fue miembro fundador y presidente de la Sociedad para la Promoción de Nuevo Drama, y en 1957–59 fue director del Stadttheaters. Recibió en el año 1964 el anillo de honor del Burgtheaters. 
Además de su actividad teatral, Philipp Zeska actuó también en diferentes producciones televisivas, destacando de entre ellas la serie Oberinspektor Marek.
Philipp Zeska falleció en Viena en 1977. Fue enterrado en el Cementerio central de Viena (tumba 33A-5-19).